# Tipulamima aristura
Tipulamima aristura är en fjärilsart som beskrevs av Edward Meyrick 1931. Tipulamima aristura ingår i släktet Tipulamima och familjen glasvingar. Inga underarter finns listade i Catalogue of Life.